# Petar Naumoski
Petar „Pece” Naumoski (mac. Петар Наумоски; ur. 27 sierpnia 1968 w Prilepie) – macedoński koszykarz, występujący na pozycji rozgrywającego, posiadający także obywatelstwo tureckie i włoskie.
Po uzyskaniu tureckiego obywatelstwa przyjął imię Namık Polat.
27 kwietnia 2015 Roku został Prezydentem Macedońskiej Federacji Koszykówki.

## Osiągnięcia
Na podstawie, o ile nie zaznaczono inaczej.
Zespołowe
- Mistrz:
  - Turcji (1993, 1994, 1996, 1997)
  - Jugosławii (1990, 1991)
- Wicemistrz Włoch (1995)
- Zdobywca pucharu:
  - Europy Mistrzów Krajowych (1990, 1991)
  - Koracia (1996)
  - Europy/Saporty (1995, 2002)
  - Turcji (1994, 1996, 1997, 1998, 2004)
  - Jugosławii (1990, 1991)
  - Prezydenta Turcji (1992, 1993, 1996, 1998, 2004)
  - Włoch (1995)
- Finalista:
  - pucharu:
    - Saporty (1993)
    - Macedonii (2011)
    - Włoch (2002)

  - superpucharu Włoch (1995)

Indywidualne
- MVP finałów Pucharu Saporty (2002)
- trzykrotny uczestnik spotkań FIBA EuroStars (1996–1998)
- Finalista konkursu rzutów za 3 punkty FIBA EuroStars (1998)
- Lider:
  - strzelców:
    - Pucharu Koracia (1996)
    - finałów Pucharu Europy/Saporty (1995, 2002)

  - ligi tureckiej w:
    - asystach (1997, 1998)[4][5]
    - skuteczności rzutów za 3 punkty (1999)

Reprezentacja
- Uczestnik mistrzostw Europy (1999 – 13. miejsce)